# Публий Валерий Катон
Пу́блий Вале́рий Като́н (лат. Publius Valerius Cato; I век до н. э.) — древнеримский поэт и грамматик, глава литературного течения неотериков («модернистов»). Адресат некоторых стихотворений Катулла.

## Биография
О месте и дате рождения Валерия Катона нет никаких сведений. Он скорее всего был галльского происхождения, вероятно из Нарбонской или Цизальпийской Галлии. По одним сведениям он был вольноотпущенником Бурсаном из Галлии, или по другим, свободным человеком, который во время диктатуры Луция Корнелия Суллы потерял отцовское имущество. Катон учился у Филокома. В стихах Катон был последователем древнегреческого поэта Евфориона. Положил начало новому течению неотериков (так называемых «новых поэтов» августианской эпохи). Также занимался анализом произведений других поэтов и писателей.
К тому же он нанимался в качестве воспитателя к состоятельным гражданам. Упоминается в произведении историка Светония.

## Произведения
- Поэма «Лидия».
- Поэма «Диана».
- Книга «Возмущение».